# Maxtla
Maxtla, Maxtlatzin o Maxtlaton (despectivamente); nació a finales del siglo XIV, falleció posiblemente en 1430 en Coyoacán, fue un caudillo tepaneca. Maxtla fue el último gobernante independiente de Azcapotzalco (1426-1428), contemporáneo de Chimalpopoca y Nezahualcóyotl, e hijo de Tezozómoc.
Maxtla había recibido de Tezozómoc el gobierno de Coyoacán en 1410. El medio-hermano de Maxtla, Quetzalayatzin (escrito en algunas fuentes como Tayatzin o Ayatzin), había sido designado sucesor de Tezozómoc. Sin embargo, a la muerte de este último, Maxtla se rebeló contra su hermano, capturándolo y ejecutándolo, usurpando el trono de Azcapotzalco en 1426. En la revuelta, Quetzalayatzin había recibido ayuda del Señor mexica Chimalpopoca, por lo que, en represalia, Maxtla mandó capturar y encarcelar a este último. Según algunos cronistas Chimalpopoca murió de inanición en la cárcel, otros opinan que fue ejecutado en 21 de julio (Fernando de Ava Ixtlilxochitl).
Afianzado en el poder, Maxtla quiso someter a Tenochtitlan y Tetzcoco (capital del reino de Acolhuacan), dos de las grandes ciudades del valle de Anáhuac. No obstante, su posición no era segura y enseguida se enfrentó a otra rebelión. Nezahualcóyotl, el soberano acolhua de Tetzcoco, convenció a Itzcóatl, el nuevo caudillo de Tenochtitlan, para firmar la llamada Triple Alianza con Totoquihuatzin I de Tlacopan, y oponerse así a la dominación tepaneca.
Los aliados conquistaron la ciudad de Azcapotzalco en 1428, consiguieron hacer huir a Maxtla hasta Coyoacán en 1430 donde organizó la resistencia tepaneca, pero fue derrotado de nuevo ese mismo año. Se dice que fue capturado y sacrificado por Nezahualcóyotl, que lo degolló poco después de la derrota en Coyoacán. Según Chimalpahin alcanzó a huir hacia Taxco, de donde ya no se supo nada más de él. Azcapotzalco pagó las consecuencias convirtiéndose en una ciudad de segunda, cuyo mercado se especializó en el comercio de esclavos y su población original fue deportada a Tlacopan.
La triple alianza entre Tenochtitlan, Tetzcoco y Tlacopan, se convertiría en la base del imperio azteca.